# Howie Kendrick
Howard Joseph Kendrick (ur. 12 lipca 1983) – amerykański baseballista, który występował na pozycji drugobazowego.

## Kariera
Kendrick został wybrany w 2002 roku w dziesiątej rundzie draftu przez Anaheim Angels. Zawodową karierę rozpoczął w AZL Angels (poziom Rookie), następnie w 2003 grał w Provo Angels (Rookie). Sezon 2004 spędził w AZL Angels i Cesar Rapids Kernels (Class A). W 2005 grał w Rancho Cucamonga Quakes (Class A-Advanced) i Arkansas Travelers (Double-A). Sezon 2006 rozpoczął od występów w Salt Lake Bees (Triple-A).
26 kwietnia 2006 został powołany do 40-osobowego składu Angels w miejsce kontuzjowanego Maicera Izturisa i tego samego dnia zadebiutował w Major League Baseball w meczu przeciwko Detroit Tigers. Karierę kontynuował w Salt Lake Bees i 12 lipca 2006 reprezentował klub w Triple-A All-Star Game, a także został wybrany najlepszym debiutantem Pacific Coast League. Do składu Angels powrócił dwa dni później. 26 lipca 2006 w meczu z Tampa Bay Devil Rays zdobył swojego pierwszego home runa w MLB. W sezonie 2011 po raz pierwszy w karierze wystąpił w Meczu Gwiazd.
W styczniu 2012 podpisał nowy, czteroletni kontrakt wart 33,5 miliona dolarów. 30 lipca 2013 w meczu przeciwko Texas Rangers zaliczył 1000. uderzenie w MLB.
W grudniu 2014 przeszedł do Los Angeles Dodgers. 4 lutego 2016 podpisał nowy, dwuletni kontrakt wart 20 milionów dolarów. 11 listopada 2016 w ramach wymiany zawodników przeszedł do Philadelphia Phillies.
28 lipca 2017 został zawodnikiem Washington Nationals. W National League Championship Series, w których Nationals mierzyli się z St. Louis Cardinals, uzyskał średnią 0,333, zdobył dwa double, zaliczył 4 RBI i został wybrany najbardziej wartościowym zawodnikiem serii.

## Nagrody i wyróżnienia
| Nagroda/wyróżnienie      | Lata | Źródło |
| All-Star                 | 2011 | [ 1 ]  |
| NLCS MVP                 | 2017 | [ 12 ] |
| Zwycięzca w World Series | 2019 | [ 1 ]  |